# Villiers-la-Garenne
Villiers-la-Garenne est un ancien village situé à l'extérieur de Paris dans la plaine des Sablons. La paroisse s'étendait sur l'actuel territoire de Neuilly-sur-Seine, sur une partie de Levallois-Perret et sur une partie du territoire de Paris (quartier du Faubourg-du-Roule et quartier des Ternes).

## Situation
La paroisse de Villiers-la-Garenne s'étendait sur la rive droite de la Seine, entre la partie nord de la forêt de Rouvray (bois de Boulogne) – y compris le château de Madrid – et les alentours de Courcelles, à Clichy.
Le bourg de Villiers-la-Garenne était situé à l'angle de l'actuelle rue de Villiers, marquant la limite de Neuilly et de Levallois-Perret, et de la rue Paul-Vaillant-Couturier, à Levallois-Perret. La place de la Libération, à Levallois-Perret, était le centre du bourg,.

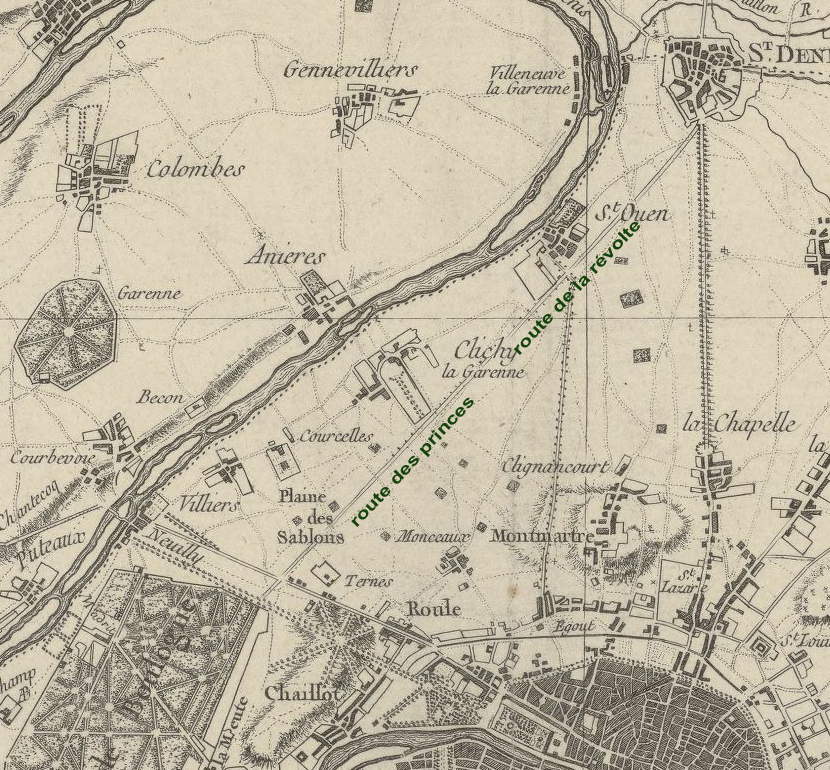
Villiers sur le plan de Roussel (1730).
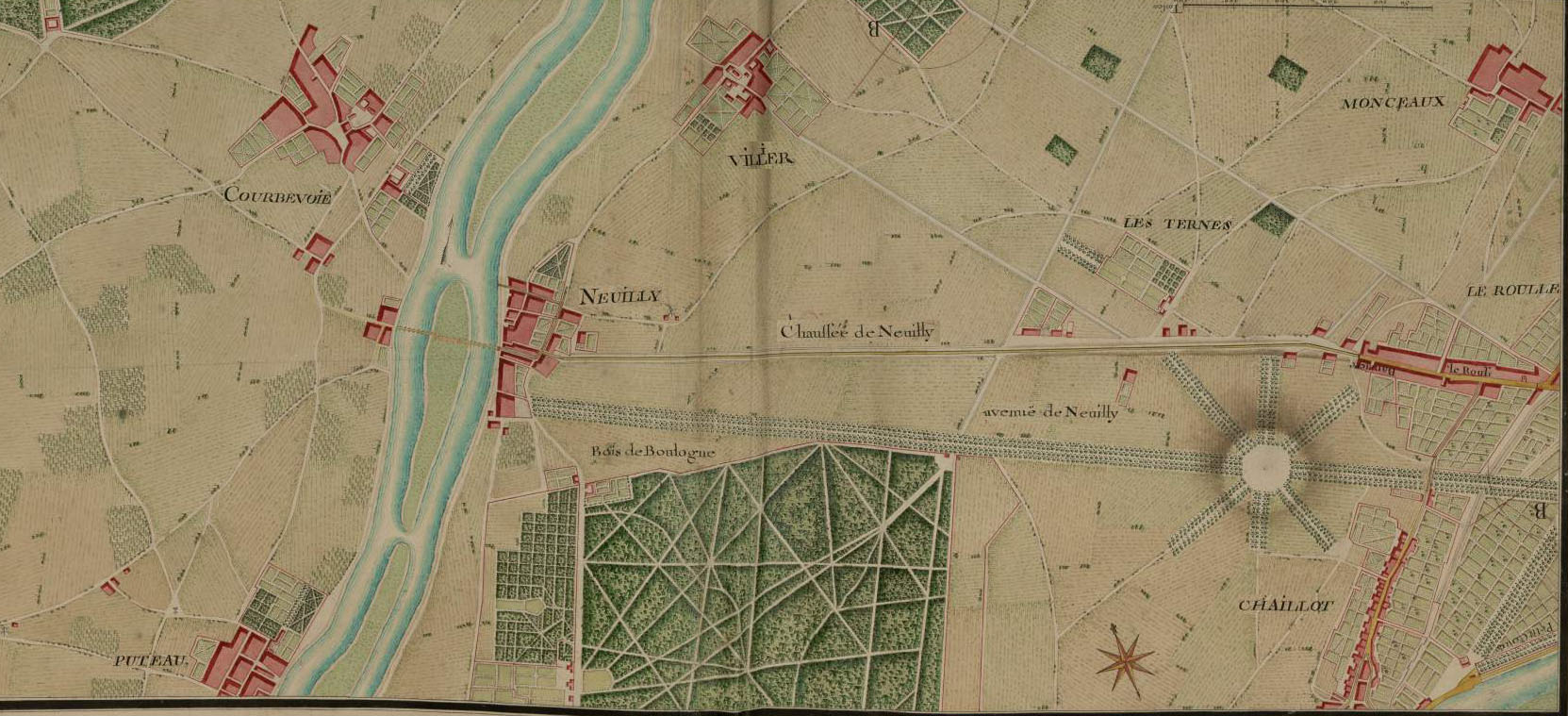
Villliers sur l'atlas de Trudaine (1760).
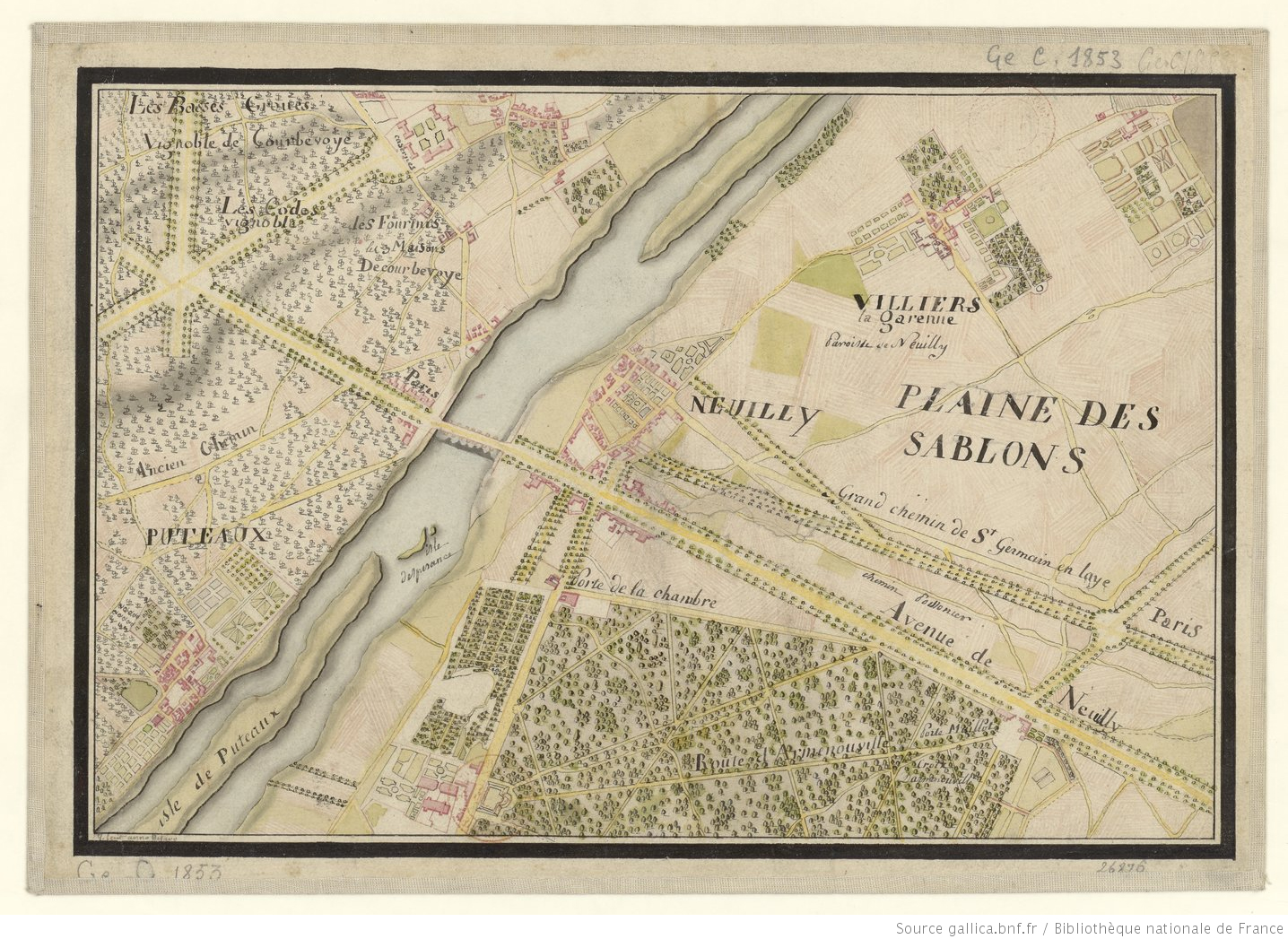
Villiers sur un plan de 1800.

## Origine du nom
La commune tire son nom du latin villare, domaine rural.
Le déterminant « la-Garenne » est ajouté en référence au fait que plusieurs garennes de la chasses royales s'y trouvaient. Il faut cependant se méfier de ce type de toponyme, car le terme de « garenne » a parfois été utilisé comme synonyme de « varenne » qui désigne aussi bien une terre inculte qu'arable et limoneuse ; cette hypothèse est d'autant plus envisageable que Villiers s'étend sur la plaine des Sablons.

## Histoire
Il est fait mention du village de Villare dès le IXe siècle. Il appartenait à l'abbaye Saint-Denis.
L'église était sous l'invocation de Martin de Tours. Il est probable que cette paroisse soit un démembrement de celle de Clichy.
Après l'établissement d'un bac sur la route de Saint-Germain-en-Laye et de la Normandie au port de Nuly, la population du bourg de Villiers décline au profit de ce hameau dont le nom est déformé et devient Neuilly,.
En 1699, une partie de la paroisse est détachée de Villiers pour former la paroisse Saint-Philippe-du-Roule, rattachée à Paris.
En 1789, les habitants de Villiers-la-Garenne rédigent un cahier de doléances.
Lors de la création des communes, pendant la Révolution française, la commune prend le nom du principal hameau, Neuilly, et non celui de l'ancienne paroisse. L'église Saint-Jean-Baptiste devient l'église paroissiale de Neuilly et l'ancienne église Saint-Martin est vendue, puis démolie.
En 1866, la partie de l'ancienne paroisse de Villiers-la-Garenne située à l'est de la rue de Villiers, y compris la majeure partie de l'ancien bourg, est incorporée à la commune nouvelle de Levallois-Perret. Il n'existe plus de vestige aujourd'hui de l'ancien bourg.
Ancien bourg de Villiers-la-Garenne
(place de la Libération et rue Paul-Vaillant-Couturier)
au XXIe siècle

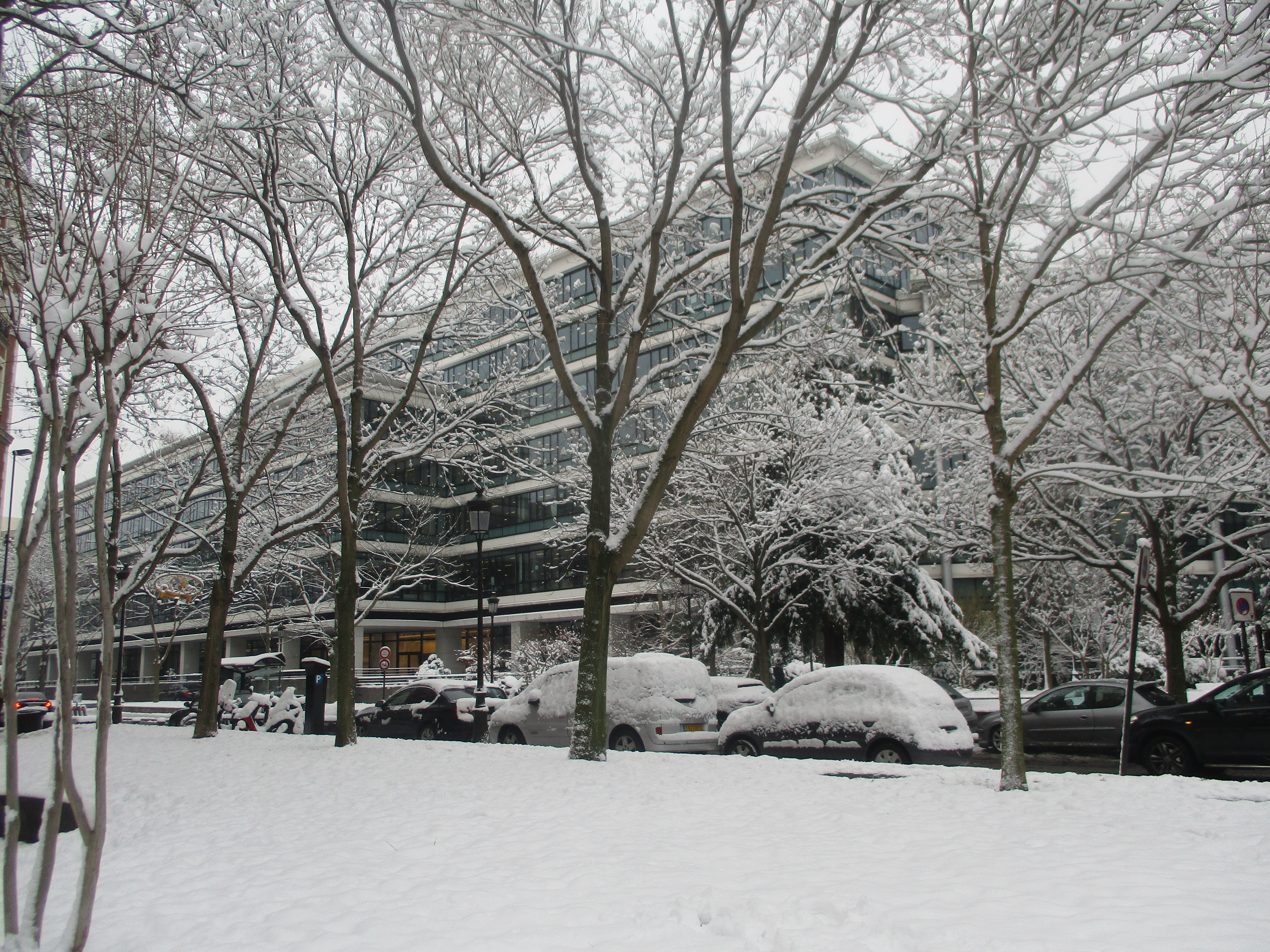
Sous la neige en 2018.
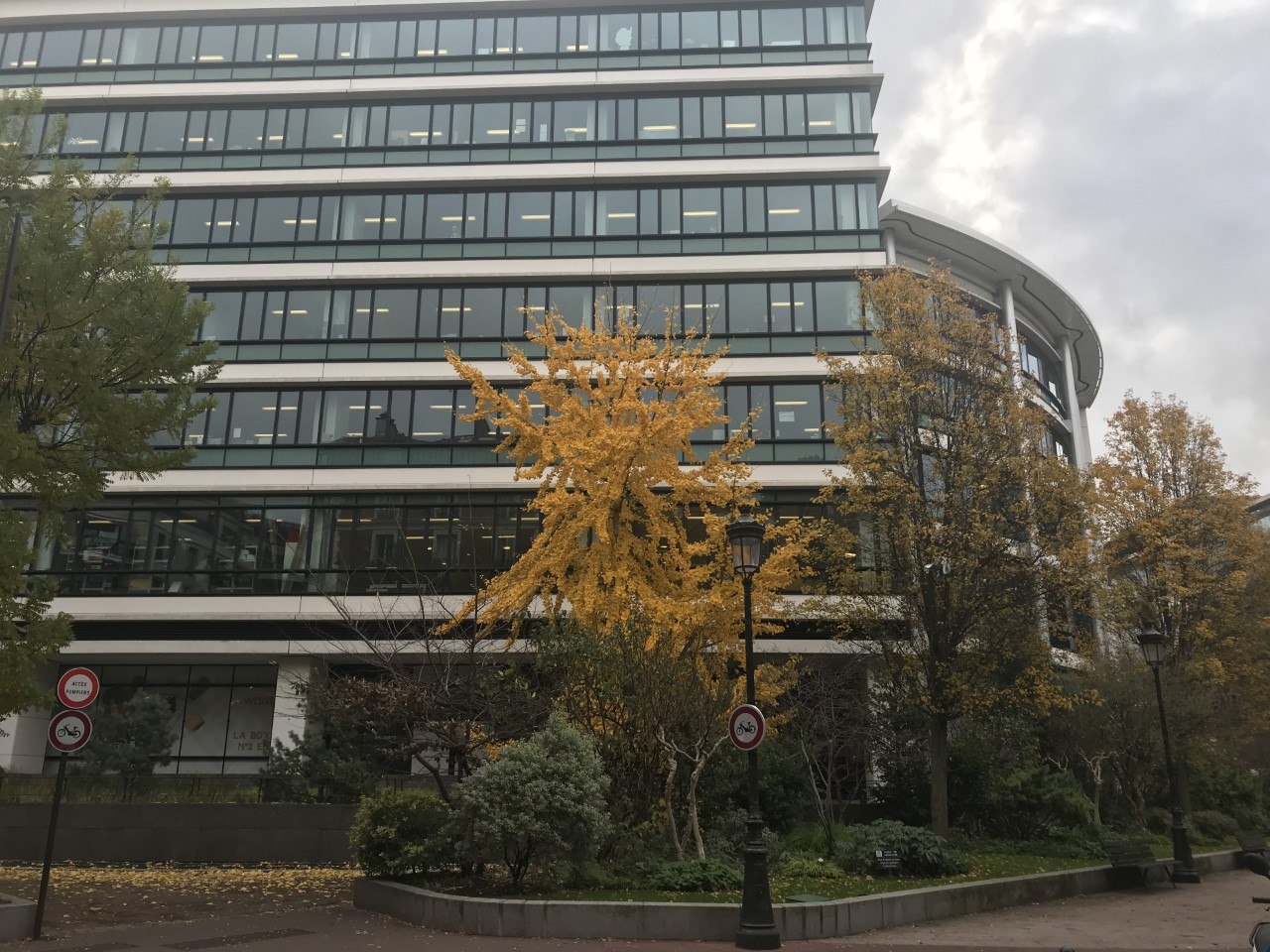
En 2019.